# Judô nos Jogos Insulares de 2019
Nos Jogos Insulares de 2019, as disputas de judô serão realizadas entre os dias 8 e 11 de julho no Devils Tower Camp – Gym, em Gibraltar. 

## Resultados[2]

### Masculino
| Evento           | Ouro                                    | Prata                               | Bronze                           |
| ---------------- | --------------------------------------- | ----------------------------------- | -------------------------------- |
| Até 60 kg        | Åland Aso Hosseini                      | Minorca Damià Marí                  | Minorca Pau Aguado               |
| Até 60 kg        | Åland Aso Hosseini                      | Minorca Damià Marí                  | Jersey Aiden Ward                |
| Até 66 kg        | Ilhas Faroé Bárður Hentze Lenvig        | Saaremaa Taavi Eigo                 | Åland Linus Höglund              |
| Até 66 kg        | Ilhas Faroé Bárður Hentze Lenvig        | Saaremaa Taavi Eigo                 | Ilhas Faroé Dánjal á Krákusteini |
| Até 73 kg        | Minorca Oscar Olives                    | Ilhas Faroé Jógvan Páll Kristiansen | Ilhas Faroé Gunnar Magnussen     |
| Até 73 kg        | Minorca Oscar Olives                    | Ilhas Faroé Jógvan Páll Kristiansen | Guernsey Lewis Bourgaize         |
| Até 81 kg        | Ilhas Faroé Búgvi Poulsen               | Minorca Scott Ashley                | Minorca Jose Luís Arnau          |
| Até 81 kg        | Ilhas Faroé Búgvi Poulsen               | Minorca Scott Ashley                | Jersey William Baker             |
| Até 81 kg        | Ilhas Faroé Búgvi Poulsen               | Minorca Scott Ashley                | Guernsey Louis Plevin            |
| Até 90 kg        | Minorca Soni Sorgetz                    | Åland Anders Berndtsson             | Minorca Oriol Masso              |
| Até 90 kg        | Minorca Soni Sorgetz                    | Åland Anders Berndtsson             | Ilhas Faroé Sigmundur Johansen   |
| Até 100 kg       | Ilhas Faroé Petur Sigurð Johannesen     | Saaremaa Madis Laid                 | Jersey Charles Tromans           |
| Até 100 kg       | Ilhas Faroé Petur Sigurð Johannesen     | Saaremaa Madis Laid                 | Ilha de Wight Benjamin Maher     |
| Mais de 100 kg   | Ilhas Faroé Edvard Sigurdson Johannesen | Gibraltar Ethaniel Jeffries-mor     |                                  |
| Mais de 100 kg   | Ilhas Faroé Edvard Sigurdson Johannesen | Gibraltar Ethaniel Jeffries-mor     |                                  |
| Equipe masculina | Ilhas Faroé                             | Saaremaa                            | Åland                            |
| Equipe masculina | Ilhas Faroé                             | Saaremaa                            | Minorca                          |

### Feminino
| Evento    | Ouro                               | Prata                             | Bronze                                      |
| --------- | ---------------------------------- | --------------------------------- | ------------------------------------------- |
| Até 52 kg | Ilha de Wight Hannah Niven         | Minorca Mónica Torres             | Ilhas Faroé Maiken Eivinnsdóttir Bringsberg |
| Até 52 kg | Ilha de Wight Hannah Niven         | Minorca Mónica Torres             | Åland Maud Wickström                        |
| Até 63 kg | Ilha de Wight Emily Niven          | Minorca Tania Andreu              | Åland Sanna Willford                        |
| Até 63 kg | Ilha de Wight Emily Niven          | Minorca Tania Andreu              | Ilhas Faroé Silja Johannesen                |
| Até 70 kg | Åland Emma Pasanen                 |                                   |                                             |
| Até 70 kg | Åland Emma Pasanen                 |                                   |                                             |
| Até 78 kg | Gotland Ilse Vuijsters Hammarström | Ilhas Faroé Sanna Nolsøe Djurhuus |                                             |
| Até 78 kg | Gotland Ilse Vuijsters Hammarström | Ilhas Faroé Sanna Nolsøe Djurhuus |                                             |

### Evento aberto
| Evento    | Ouro                               | Prata                 | Bronze                                  |
| --------- | ---------------------------------- | --------------------- | --------------------------------------- |
| Masculino | Ilha de Wight Daniel Blinkhorn     | Guernsey Louis Plevin | Ilhas Faroé Petur Sigurð Johannesen     |
| Masculino | Ilha de Wight Daniel Blinkhorn     | Guernsey Louis Plevin | Ilhas Faroé Edvard Sigurdson Johannesen |
| Feminino  | Gotland Ilse Vuijsters Hammarström | Minorca Tania Andreu  | Minorca Llucia Vinent                   |
| Feminino  | Gotland Ilse Vuijsters Hammarström | Minorca Tania Andreu  | Åland Emma Pasanen                      |